# Julia Buckley
Pour les articles homonymes, voir Buckley (homonymie).
Julia Buckley est une personnalité politique britannique. Elle est députée travailliste pour la circonscription de Shrewsbury depuis 2024.

## Biographie
Julia Buckley obtient un master à l'université d'Edimbourg et un doctorat à l'université de Woverhampton.
Elle est affiliée au parti travailliste et au syndicat Unison.
En 2017, elle est élue conseillère de Bridgnoth Town Ward.
En 2021, elle est élue conseillère de Bridgnorth West et Tasley au Conseil de Shropshire, après une première tentative en 2017 pour Bridgnorth East et Astley Abbotts.
En 2024, Julia Buckley est élue députée. Elle est la première femme à représenter la ville de Shrewsbury en tant que députée, ainsi que la première députée du Parti travailliste pour la circonscription de Shrewsbury, qui a été rétablie en 2024.